# Саше

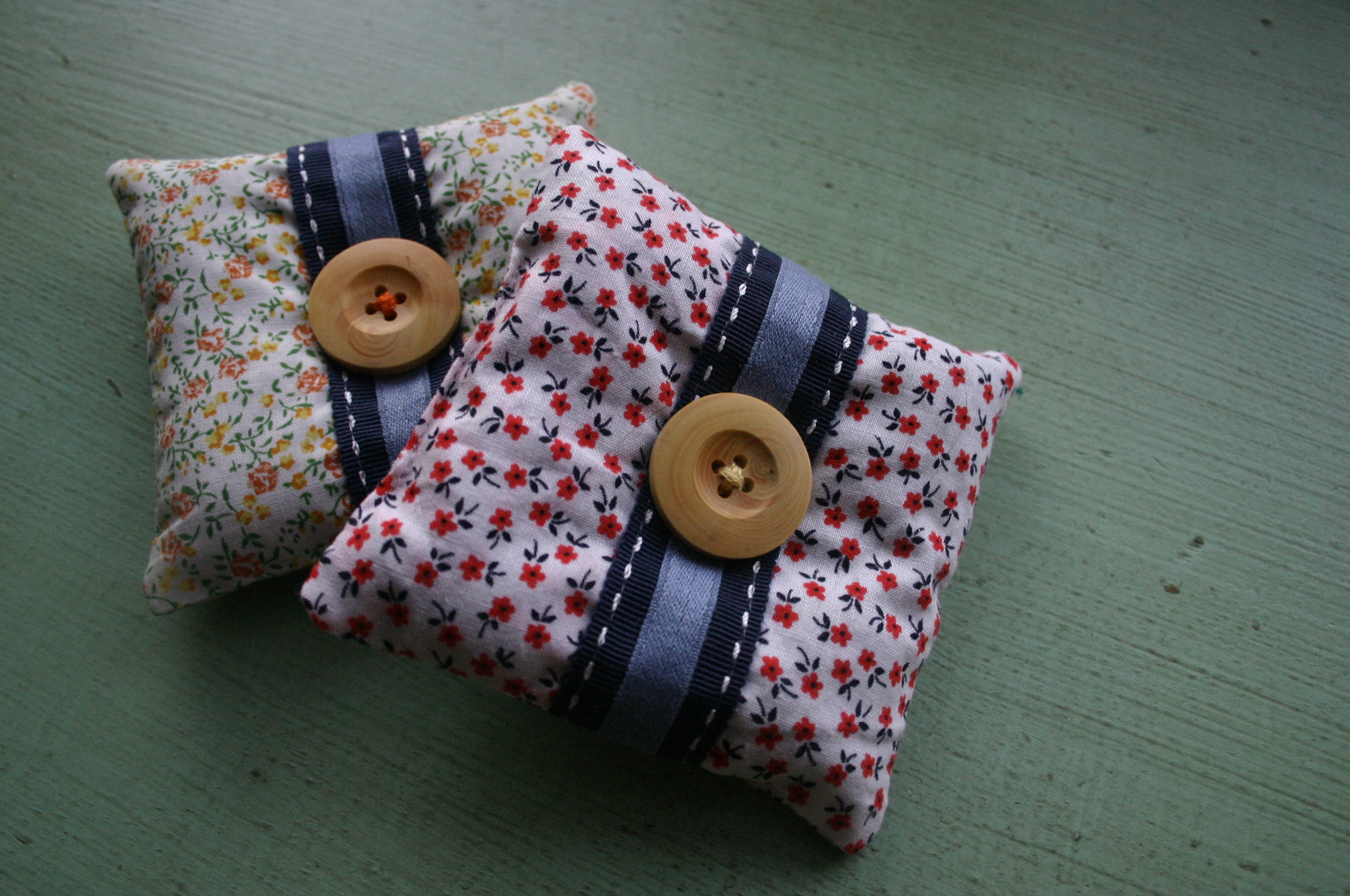
Саше

Саше́ (фр. sachet — мешочек, пакетик), сухие духи — бумажная или тканевая подушечка (мешочек) с сыпучим душистым наполнителем (лепестки розы, корень ириса или фиалки, семя кориандра, сандаловое дерево, отдушенная смесь талька и асбеста и т. д.). Применяется для ароматизации белья.

## Составы
Примеры:
- Sachét а l’héliotrope: ирис в порошке — 1000 г, розовые листья — 500 г, бобы душистой кумаруны — 250 г, ваниль 125 г, мускус в зёрнах — 10 г, миндальная эссенция — 5 капель[3].
- Sachet aux mille fleurs (саше «Тысяча цветов»): цветы лаванды — 500 г, цветы ириса — 500 г, розовые листья — 500 г, бензойная смола — 500 г, бобы душистой кумаруны — 125 г, ваниль — 125 г, белый сандал — 125 г, мускус — 3,54 г, бобровая струя — 3,54 г, гвоздика 125 г, душистый перец — 56,67 г, корица 56,67 г[3].
- Sachet peau d’Espagne (саше «Испанская кожа»): кожу, высушенную и нарезанную на куски 25 см², напитывают ароматическим составом из эссенций померанцевой и розовой по 14—15 г каждой, лавандовой, бергамотной, вербенной по 3—4 г и др. эссенций по желанию, разбавив его раствором 115 г бензойной смолы в 250 см³ алкоголя; в этой смеси вымачивают кожу в продолжение 1—2 дней, затем вынимают, отжимают избыток душистой жидкости и сушат на воздухе; затем делают тесто, растирая в ступке 1—2 г бобровой струи с равным количеством мускуса и прибавляя ещё раствора камеди; это тесто наносят тонким слоем на высушенные куски кожи и складывают их смазанными сторонами по два, сдавливают под прессом, проложив бумагой, после чего ещё сушат неделю; приготовленные таким образом двойные куски кожи обтягивают шёлком или атласом и т. п.[3]